# Camarea humifusa
Camarea humifusa är en tvåhjärtbladig växtart som beskrevs av W.R. Anderson. Camarea humifusa ingår i släktet Camarea och familjen Malpighiaceae. Inga underarter finns listade i Catalogue of Life.